# Halberstädter Straße 110

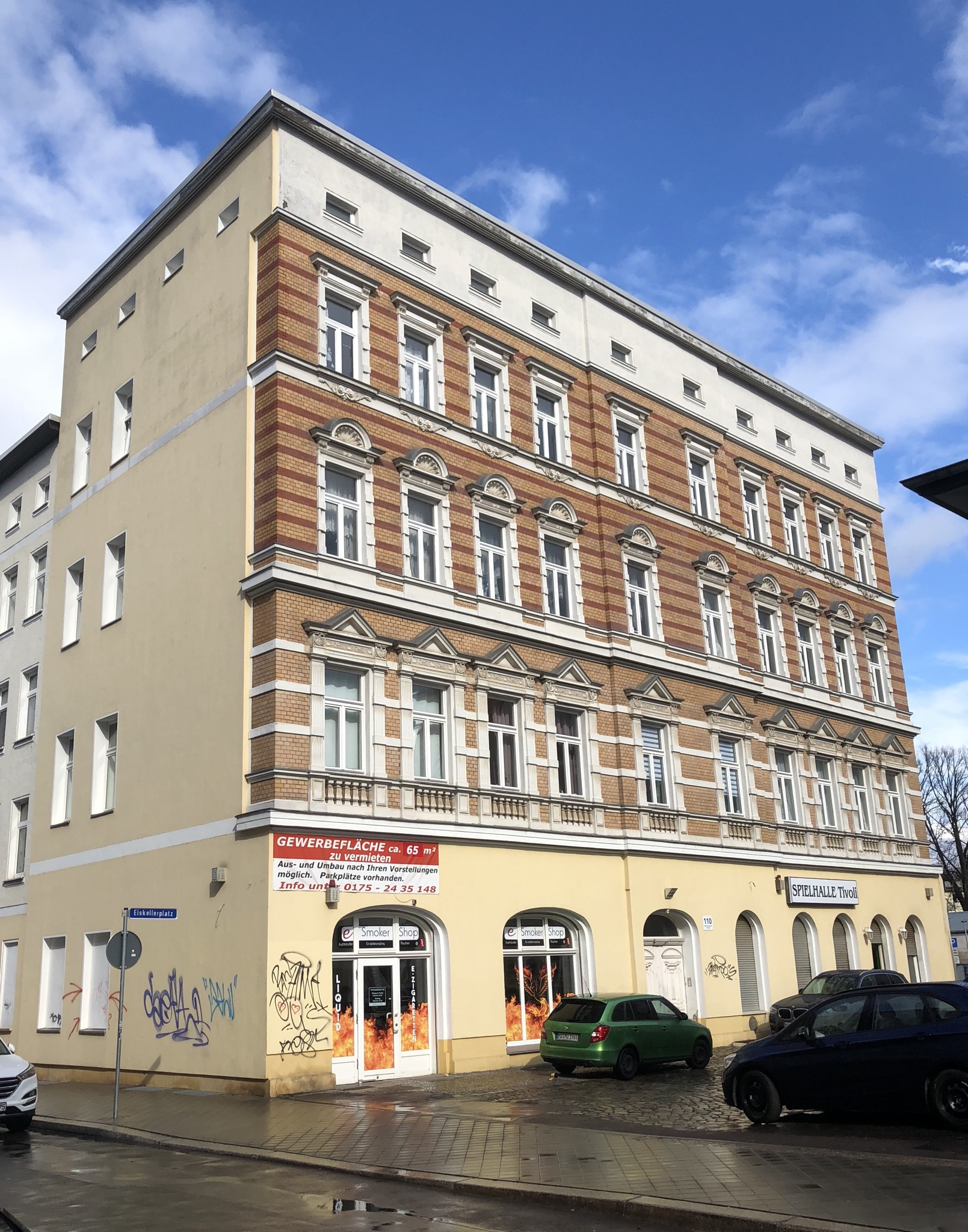
Haus Halberstädter Straße 110, 2019

Das Haus Halberstädter Straße 110 ist ein denkmalgeschütztes Gebäude im Magdeburger Stadtteil Sudenburg in Sachsen-Anhalt.

## Lage
Es befindet sich in einer straßenbildbeherrschenden Lage nördlich der Halberstädter Straße, auf der Nordwestseite des Eiskellerplatzes.

## Architektur und Geschichte
Das viereinhalbgeschossige Wohnhaus entstand im späten 19. Jahrhundert als Ziegelbau im Stil der Neorenaissance. Die zehnachsige Fassade ist horizontal durch farbige von der übrigen Fassade abgesetzte Bänder gegliedert. Außerdem bestehen profilierte Gesimse. Die Mitte der Fassade ist durch einen flachen einachsigen Mittelrisalit betont, in dem auch der Hauseingang angeordnet ist. Die Fensteröffnungen des Erdgeschosses sind als Rundbögen gestaltet. Die Fenster der Beletage sind mit Dreiecksgiebeln überspannt. Außerdem bestehen Lisenen und Vasenbaluster. Im zweiten Obergeschoss finden sich hingegen rundbogige Giebel mit Fächermotiven oberhalb der Fenster. 
Der Bau gilt als Teil der umgebenden gründerzeitlichen Bebauung als städtebaulich bedeutsam.
Im örtlichen Denkmalverzeichnis ist das Wohnhaus unter der Erfassungsnummer 094 81979 als Baudenkmal verzeichnet.